# 新聖卡洛斯
新聖卡洛斯是危地馬拉的城鎮，由雷塔盧萊烏省負責管轄，位於該國西南部，面積64平方公里，海拔高度375米，2002年人口27,274，人口密度為每平方公里426.16人。
14°36′N 91°42′W / 14.600°N 91.700°W